# Lycosa tarantula
Lycosa tarantula är en spindelart som först beskrevs av Carl von Linné 1758.  Lycosa tarantula ingår i släktet Lycosa och familjen vargspindlar. Utöver nominatformen finns också underarten L. t. carsica.
Artens utbredningsområde är sydöstra Europa, medelhavsområdet och Mellanöstern.
Spindeln har fått sitt namn efter den italienska staden Taranto i Apulien, där den är vanligt förekommande.